# Srednji Lipovac
Srednji Lipovac is een plaats in de gemeente Nova Kapela in de Kroatische provincie Brod-Posavina. De plaats telt 407 inwoners (2001).